# 国立療養所邑久光明園
国立療養所邑久光明園 （こくりつりょうようじょおくこうみょうえん、英称：National Sanatorium Oku Komyoen）は、岡山県瀬戸内市邑久町虫明の長島にある国立ハンセン病療養所。日本全国に13箇所ある国立ハンセン病療養所のひとつ。

## 概要
所在地は岡山県瀬戸内市邑久町虫明6253。当初は大阪府にあり、1908年（明治41年）、第三区域（富山県、石川県、福井県、岐阜県、三重県、滋賀県、京都府、大阪府、兵庫県、奈良県、和歌山県、鳥取県）の公立癩療養所用地として、大阪府西成郡川北村大字布屋新田の土地2万坪を買収。療養所用地のみを範囲とする新大字として「外島（そとじま）」が制定された（現在の大阪市西淀川区中島2丁目北西部）。翌1909年（明治42年）4月1日付で「第三区府県立外島保養院」として開院した。初代院長は今田虎次郎。
1934年（昭和9年）9月21日の室戸台風により、高潮と暴風雨により外島一帯は4尺（約120cm）の浸水に見舞われ病棟などが全壊流失し、入院患者597人のうち173名、職員3名、職員家族11名、拡張工事関係者9名の計196名が死亡。同年10月にかけて生存患者を他の癩療養所へ分散委託した。
4年後の1938年（昭和13年）4月、国立癩療養所長島愛生園が設置されていた岡山県邑久郡裳掛村大字虫明（現在地）にて復興され「第三区府県立光明園」へ改称した。6月から7月にかけて他の療養所へ分散中の患者たちも帰園してきた。
1941年（昭和16年）7月1日、国へ移管され国立療養所となり、「国立癩療養所邑久光明園」へ改称。戦後の1946年（昭和21年）11月4日に「癩」の文字を外した「国立療養所邑久光明園」へ再度改称した。
1988年（昭和63年）5月9日には悲願であった邑久長島大橋が完成し、長島は本州と結ばれた。これにより長島の2つのハンセン病療養所が本州と結ばれたことから、邑久長島大橋は「人間回復の橋」と呼ばれた。
2005年12月2日時点での入所者数は252名（男131名、女121名）。
2018年に国立療養所長島愛生園とともに、邑久光明園の施設（恩賜会館、旧裳掛小・中学校第三分校、奉安殿、物資運搬斜路、瀬溝桟橋）が国の登録有形文化財に登録された。

### 施設
- 総合診療棟
  - 化学療法科 - 本来は抗菌剤によるハンセン病治療を行う診療科だが、現在は新規感染者がないため、後遺症の慢性神経痛のペインクリニックが主な治療となっている[5]。
  - 内科、外科、整形外科、眼科、耳鼻咽喉科、歯科[5]
- その他施設[6]
  - 居住棟 - 居室には花の名や第三区域の地名などが付けられている。
  - 寺町 - 寺院が集まっている区画。葬儀もここで行われ納骨堂が隣接する。
  - こうみょう会館 - レクリエーションやイベントなど、入所者の娯楽が行われる施設。
  - 特別養護老人ホーム「せとの夢」
  - キリスト教会堂 - #日本基督教団光明園家族教会を参照。

## 沿革
- 1908年（明治41年）- 第三区域の公立癩療養所用地として、大阪府西成郡川北村大字布屋新田（現在の大阪市西淀川区中島2丁目北西部）の土地2万坪を買収。療養所用地のみを範囲とする外島（そとじま）の新大字を制定。
- 1909年（明治42年）4月1日 - 第三区府県立外島保養院として開院。初代院長は今田虎次郎。
- 1926年（大正15年）12月 - 村田正太が二代目院長に任命。
- 1931年（昭和6年）- 新たに4万坪を用地買収し、拡張工事開始。
- 1934年（昭和9年）9月21日 室戸台風襲来により甚大な被害を受け、病棟が流出し多数の死傷者を出す[2]、
- 1938年（昭和13年）4月 - 国立癩療養所長島愛生園が設置されていた岡山県邑久郡裳掛村大字虫明（現在地）にて復興され「第三区府県立光明園」へ改称。園長は神宮良一。
- 1941年（昭和16年）7月1日 - 国へ移管され「国立癩療養所邑久光明園」へ改称。
- 1946年（昭和21年）11月4日 - 「国立療養所邑久光明園」へ再度改称。

## 日本基督教団光明園家族教会
当療養所には、大阪の「外島保養院」時代から旧改革長老派のプロテスタント教会があり「日本基督敎會外島家族教会」を名乗っていたが、室戸台風による岡山移転に伴い教会も移転し、1941年には日本基督教団の教会となり「日本基督教団光明園家族教会」と改称した。
教会は現存し、日本基督教団岡山教会など県内の教会と交流を持ち、療養所内の教会堂で合同礼拝や祈祷会などを行っている。

## 交通アクセス
- 邑久長島大橋の開通前は本州との往来は船で渡るしかなかったが、橋の開通により交通アクセスは飛躍的に向上し[3]、邑久駅からのバス便も開通した[6]。
- 自動車
  - 国道2号接続の岡山ブルーライン虫明インターチェンジ下車、邑久長島大橋を渡る（虫明ICより自動車で約5分）
- 鉄道・バス
  - JR岡山駅から赤穂線に乗り換え邑久駅で下車、タクシーで約20分
  - 邑久駅より東備バス「愛生園行き」に乗り「光明園」バス停留所で下車

## 外島保養院の文献
- 『旧外島保養院誌 (1) - (44) 』桜井方策（旧外島保養院医官) 楓 1968年 - 1970年
  - 初代所長今田虎次郎、初代医長菅井竹吉、二代目所長村田正太、その他職員による記録。患者の生活や外島騒動など[要説明]、詳しい。